# Bijvoetite-(Y)
La bijvoetite-(Y) è un minerale.